# Trojanowice (województwo małopolskie)
Trojanowice – wieś w Polsce położona w województwie małopolskim, w powiecie krakowskim, w gminie Zielonki.
W Trojanowicach działa Jednostka Ochotniczej Straży Pożarnej.

## Położenie
Trojanowice położone są w dolinie przepływającej wzdłuż zachodniej granicy miejscowości rzeki Prądnik (Białucha), lewego dopływu Wisły, częściowo w otulinie Ojcowskiego Parku Narodowego, a po części na terenie Parku Krajobrazowego Dolinki Krakowskie. Obszar ten według regionalizacji fizycznogeograficznej znajduje się w południowo-wschodniej części Wyżyny Olkuskiej (341.32), należącej do makroregionu Wyżyna Krakowsko-Częstochowska (341.3), w podprowincji Wyżyna Śląsko-Krakowska (341).
Po zachodniej stronie wsi przebiega droga wojewódzka nr 794 (Kraków – Skała).
Pod względem administracyjnym Trojanowice zlokalizowane są w województwie małopolskim, w powiecie krakowskim, w zachodniej części gminy Zielonki, około 9 km w linii prostej na północ od centrum Krakowa. Graniczą z następującymi miejscowościami:
- Garliczka (gmina Zielonki) od północnego wschodu,
- Garlica Duchowna (gmina Zielonki) od wschodu,
- Garlica Murowana (gmina Zielonki) od wschodu i południowego wschodu,
- Zielonki (gmina Zielonki) od południa,
- Pękowice (gmina Zielonki) i Giebułtów (gmina Wielka Wieś) od zachodu,
- Januszowice (gmina Zielonki) od północnego zachodu.

Biorąc pod uwagę powierzchnię wynoszącą 211,27 ha Trojanowice są średnią co do wielkości miejscowością w gminie Zielonki obejmującą 4,35% powierzchni gminy.
Najwyżej położony obszar wsi znajduje się na jej północnych krańcach, przy granicy z Januszowicami (ul. Miechowska), na wysokości około 328 m n.p.m., a położony najniżej na krańcu zachodnim, w korycie Białuchy (na styku granic Trojanowic, Pękowic i Zielonek), na wysokości około 244 m n.p.m.
Pod względem historycznym w drugiej połowie XVI wieku wieś położona była w powiecie proszowickim województwa krakowskiego i należała do wielkorządów krakowskich. W latach 1975–1998 miejscowość należała administracyjnie do województwa krakowskiego.

## Toponimia
Nazwa miejscowości należy do licznej w Małopolsce grupy nazw dzierżawczych, utworzonych od imienia posiadacza lub założyciela osady lub patronimicznych, oznaczających mieszkańców wsi, stanowiących potomstwo lub poddanych założyciela (Trojana). Według badaczy miejscowości o tego typu nazwach, były zakładane od połowy XIII wieku.

## Historia
W okresie rozbiorów Trojanowice należały do zaboru austriackiego. Wielu mieszkańców wsi służyło w CK armii. W czasie I wojny światowej walczyli po przeciwnej stronie, niż ich krewni z pobliskich wsi należących do zaboru rosyjskiego.
W 1926 roku wielu mieszkańców wsi podpisało się pod Polską Deklaracją o Podziwie i Przyjaźni dla USA. W okresie II wojny światowej wielu mieszkańców wsi służyło w szeregach Armii Krajowej.

## Demografia
Liczba mieszkańców Trojanowic w okresie dwudziestustu lat zwiększała się o ok. 33%, osiągając poziom ponad 930 osób w roku 2022.
Źródła danych oraz rodzaje (nazwy) i terminy spisów, jeśli dostępne:
- 1787[12];
- 1789[12] – Lustracja dymów i podanie ludności;
- 1808[13] – Spis wojskowy ludności Galicji;
- 1921[14] – Pierwszy Powszechny Spis Ludności – dane na 30. września;
- 1931[14] – Drugi Powszechny Spis Ludności – dane na 9. grudnia;
- 1988[15] – Narodowy Spis Powszechny 1988 – dane na 6. grudnia;
- 2002[15] – Narodowy Spis Powszechny Ludności i Mieszkań 2002 – dane na 20. maja;
- 2003, 2004 i 2006[16] oraz 2009–2024[1] – dane własne Urzędu gminy Zielonki na 31. grudnia danego roku.

## Tradycje
W Trojanowicach nadal żywa tradycja to Pucheroki. Nazwa Pucheroki pochodzi od łacińskiego słowa puer (chłopiec). Żacy pobierający nauki na Akademii Krakowskiej często żyli w surowych warunkach. Problemem były nieogrzewane bursy, surowi nauczyciele oraz wysokie koszty nauki. Ubodzy studenci ledwo wiązali koniec z końcem. Część żaków zmuszona była żebrać. Zakaz żebrania nie dotyczył studentów. W 1780 r. zakazano oficjalnie chodzenia na puchery. Zwyczaj ten przeniósł się do podkrakowskich wsi: Zielonki, Bibice, Bodzów, Pychowice, Kostrze, Modlnica, Trojanowice. W XIX wieku w związku osłabioną działalnością Akademii Krakowskiej oraz prowadzonymi wojnami brakło chodzących po wsiach studentów. Zastąpili ich miejscowi chłopcy. Wykształcił się też wtedy strój Pucheroka: wysoka słomiana czapka, barani kożuszek, pasek ze słomianych warkoczy, koszyk na datki i laska, a wszystko to ozdobione bibułkami.

## Oświata
- Filia Przedszkola Samorządowego w Węgrzcach.

## Turystyka
Przez Trojanowice przebiega Szlak Rowerowy Wokół Zielonek o długości 34,6 km. Trasa tego szlaku rozpoczyna się w Zielonkach (koło Urzędu Gminy) i biegnie przez Witkowice, Bibice, Wolę Zachariaszowską, Owczary, Grębynice, Korzkiew i Trojanowice, i wraca do miejsca startu w Zielonkach.

## Transport
Do Trojanowic można dojechać liniami obsługiwanymi przez MPK Kraków: 207, 337, 267.

## Osoby związane z Trojanowicami
- Paweł Siwek,
- Alberyk Siwek.